# 極真会館 宗家
極真会館 宗家（きょくしんかいかん そうけ、IKO Sosai Kyokushinkaikan）は、極真空手の創始者・大山倍達の相続を継承する大山家により運営されていた団体。団体名称は一般社団法人国際空手道連盟大山倍達極真会館（こくさいからてどうれんめいおおやまますたつきょくしんかいかん、International Karate Organization Mas Oyama Kyokushinkaikan）。

## 概要
1994年、極真会館創始者の大山倍達亡き後、内部分裂した極真会館の中で大山の遺族や大山家を中心に組織され、遺族を支援する日本内外の支部長によって構成された極真カラテ諸派のひとつ。通称は極真宗家や遺族派とも呼ばれる。
1995年に遺族派と支部長協議会派が合流し大山派となったが、のちに旧遺族派の宗家と旧支部長協議会派の新極真会に再分裂し、現在に至る。

## 商標権や肖像権・総本部について

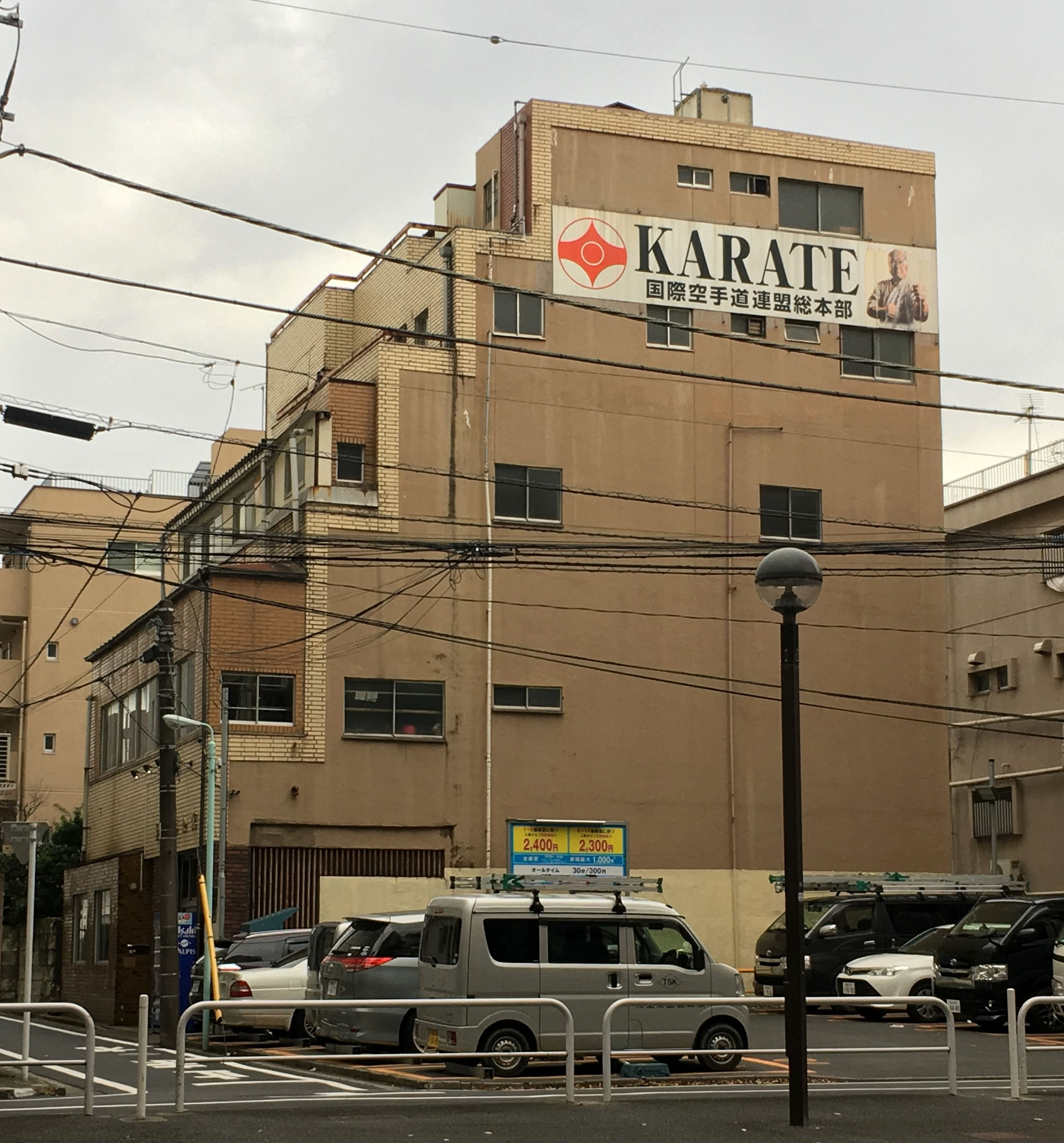
極真会館総本部（西池袋）

分裂前の西池袋の総本部については宗家が所有している。また、大山倍達の肖像権は宗家の許可無き無断利用を禁じている。但し、極真会館（商標登録第5284760号【登録商標】 極真会館／KYOKUSINKAIKAN）として空手を教授できる権利を有していたが、世界総極真から商標登録無効の申し立てがなされ、特許庁において極真会館宗家（大山喜久子代表）の商標権を無効とする審決が2017年（平成29年）5月11日付で下され、翌6月19日に確定された。

## 極真会館（宗家）組織・役員
- 総本部代表 大山喜久子

## マス大山メモリアルカップ
大山杯として、大山の精神「武道としての空手」を守るべく、マス大山メモリアルと銘打った宗家独自の全日本大会・国際大会を毎年開催している。
- 出典: 過去の大会結果 - 極真空手 国際空手道連盟 極真会館総本部

### 組手の部
無差別による国際大会となった2007年度より記載
| 年     | 優勝             | 準優勝     | 3位                  | 4位                |
| ------ | ---------------- | ---------- | -------------------- | ------------------ |
| 2007年 | 渡辺紫苑         | 小嶋愛次郎 | 清水知也             | リー・チョル・ウー |
| 2008年 | 渡辺紫苑         | 菅原卓也   | 田中靖人             | 山田太亮           |
| 2009年 | 渡辺紫苑         | 増嶋小太郎 | 田中靖人             | 新井康昭           |
| 2010年 | 山田太亮         | 加藤智亮   | マシージ・ミシィアク | 増嶋小太郎         |
| 2011年 | ミハウ・ベルネル | 高橋涼太   | 苫侑我               | ﾄｯﾄ･ｱﾃｨﾗ           |
| 2012年 | Michal Werne     | 苫侑我     | 髙橋涼太             | 山田 太亮          |

### 型の部
| 年     | 優勝       | 準優勝     | 3位       | 4位              |
| ------ | ---------- | ---------- | --------- | ---------------- |
| 2007年 | 岩崎菜穂子 | 田中ちはる | 組橋 雅美 |                  |
| 2008年 | 岩崎菜穂子 | 佐藤奈美子 | 岡崎 由佳 | ラウル・デュエノ |